# Exponenciální rozdělení

Hustoty exponenciálního rozdělení s různými hodnotami parametru λ

Exponenciální rozdělení či exponenciální pravděpodobnostní rozdělení je v teorii pravděpodobnosti a matematické statistice spojité rozdělení pravděpodobnosti. Exponenciální rozdělení vyjadřuje rozdělení délky intervalu mezi náhodně se vyskytujícími událostmi, jejichž pravděpodobnost výskytu má Poissonovo rozdělení. Využívá se například v pojistné matematice při určování (pravděpodobnostního) rozdělení výše pojistného plnění nebo času mezi nastalé pojistné události, dále například ve fyzice při modelování času radioaktivního rozpadu a v systémech hromadné obsluhy.

## Definice
Spojitá náhodná proměnná {\displaystyle X} má exponenciální rozdělení s parametrem {\displaystyle \lambda >0} právě tehdy, jestliže její hustota pravděpodobnosti má následující tvar:
{\displaystyle f_{X}(x)={\begin{cases}\lambda e^{-\lambda x}&;x>0,\\0&;x\leq 0.\end{cases}}}
Označujeme:
- {\displaystyle X\sim \operatorname {Exp} (\lambda )}

## Základní charakteristiky rozdělení
Střední hodnota:
{\displaystyle E[X]=1/{\lambda }}
Rozptyl:
{\displaystyle D[X]=1/{\lambda ^{2}}}
Koeficient šikmosti:
{\displaystyle \operatorname {\gamma } _{1}=2}
Momentová vytvořující funkce:
{\displaystyle m(t)={\frac {\lambda }{\lambda -t}}}
Distribuční funkce:
{\displaystyle F(x)={\begin{cases}1-e^{-\lambda x}&;x>0,\\0&;x\leq 0.\end{cases}}}